# Cantó de Poissy-Sud
El cantó de Poissy-Sud és un antic cantó francès del departament d'Yvelines, que estava situat al districte de Saint-Germain-en-Laye. Comptava amb 5 municipis i part del de Poissy.
Va desaparèixer al 2015 i el seu territori es va dividir entre el cantó de Verneuil-sur-Seine i el cantó de Poissy.

## Municipis
- Crespières
- Davron
- Les Alluets-le-Roi
- Morainvilliers
- Orgeval
- Poissy (part)

## Història
| Data d'elecció                           | Identitat        | Partit | Qualitat |
| ---------------------------------------- | ---------------- | ------ | -------- |
| 1967-1973                                | Francis Barbezat | RI     |          |
| 1973-1979                                | Gérard Godon     | RPR    |          |
| 1979-19..                                | M. Clerc         | RPR    |          |
| 19..-2009                                | Gilles Forray    | RPR    |          |
| 2009-2011                                | Yannick Tasset   | UMP    |          |
| 2011-                                    | Karl Olive       | UMP    |          |
| les dades anteriors no són pas conegudes |                  |        |          |
|                                          |                  |        |          |

## Demografia
| A partir de 1990: Població sense dobles comptes |